# Алојз Хохкраут
Алојз Лојзе Хохкраут (Буковца, код Лашког, 8. јун 1901 — Ваче, код Литије, 31. мај 1942), учесник Народноослободилачке борбе и народни херој Југославије.

## Биографија
Рођен је 8. јуна 1901. године у селу Буковца, код Лашког. Његов отац Винценц био је рудар, и провео је више година на раду у Мађарској. Почетком 20. века, уочи Лојзетовог рођења, вратио се у завичај и извесно време радио код Лашког, а потом у руднику у Трбовљу.
Основну школу Лојзе је завршио у Водама. Иако је био добар ученик, због лоших материјалних услова се није могао школовањти, па се запослио у руднику у Трбовљу, где је изучио ковачки занат. Као млади радник повезао се са револуционарним радничким покретом и посто члан Савеза комунистичке омладине Југославије (СКОЈ), убрзо након његовог оснивања 1921. године. Војни рок је служио током 1921. године у жандармеријској школи, а остатак рока је провео на служби у жандармеријској станици у Винковцима.
Након одслуженог војног рока вратио се у Трбовље и поново се запослио у руднику. Као припадник револуционарног радничког покрета и члан тада већ илегалног Савеза комунистичке омладине, учествовао је у њиховим акцијама, а био је и припадник Пролетерских акционих чета, које су комунисти организовали за борбу против прфашистичке Организације југословенских националиста (ОРЈУНА). Био је учесник сукоба између припадника пролетерских чета и припадника ОРЈУНЕ, који се одиграо 1. јуна 1924. године у Трбовљу. Тог дана око 500 припадника ОРЈУНЕ је дошло у Трбовље, где су извели демонстративни марш у центру града. Приликом проласка поред зграде Рударског дома, око 150 радника их је зауставило и потом је избио сукоб, у коме је страдало осморо људи петорица рудара и тројица орјунаша. Лојзе је у овом сукобу био тешко рањен, због чега је више месеци провео у болници.
Као истакнути омладинац, 1925. године је био примљен у чланство Комунистичке партије Југославије (КПЈ). Након избијања економске кризе, као политички непожељан, био је 1928. године отпуштен из рудника. Заједно са другим отпуштеним рударима, отишао је у потрази за послом, у Француску. Овде је радио као рудар, али је и одржавао везе са КП Француске. Неколико месеци касније прешао је у Белгију и на крају у Холандију, где се запослио као конобар у гостионици једног свог земљака. Током боравка у Холандији, повезао се са тамошњим комунистима, због чега га је полиција 1931. године ухапсила и протерала из земље.
Након протеривања, вратио се у Краљевину Југославију, где је радио разне послове, а најдуже на изградњи путева, пошто га у руднику у Трбовљу више нису хтели запослити, као политички неподобног. Активно је радио на обнављању партијских и скојевских ћелија, које су биле разбијене током првих година Шестојануарске диктатуре, а био је и организатор демонстрација рударских жена против сиромаштва. Године 1933. је по одлуци Централног комитета КПЈ био упућен на школовање у Совјетски Савез. Илегално се преко Аустрије пребацио у Москву, а пошто није имао општег образовања није се могао школовати на Комунистичком универзитету националних мањина запада (КУНМЗ), већ је као практичар био пребачен на синдикални курс, након чијег се завршетка 1935. године вратио у Југославију.
Убрзо по повратку, полиција је дознала да је боравио у Совјетском Савезу, због чега је био ухапшен и девет месеци провео у истражном затвору. Након избијања грађанског рата у Шпанији, 1936. године, активно је учествовао у сакупљању прилога за народ Шпаније, као и слању добровољаца, који су се борили у редовима Интернационалних бригада. И сам је имао жељу да оде у Шпанију и прикључи се борби против фашизма, али није добио дозволу партијске организације.
Након Оснивачког комнгреса Комунистичке партије Словеније, који је био одржан априла 1937. године у околини Трбовља, и коме је и сам присуствовао, Алојз је постао члан Окружног комитета КП Словеније за Ревирје, који је покривао рударски басен у Трбовљу, једно од најјачих упоришта радничког покрета у Словенији, али и читавој Југославији. На парламентарним изборима, одржаним 11. децембра 1938. године, био је један од кандидата за народног посланика на групној листи опозиционог Блока народне слоге, коју је предводио Франц Лескошек. Као синдикални и партијски активиста, био је често хапшен и прогањан од полиције, а 1939. године је са другим комунистима био интерниран у логор у Билећи. За време боравка у логору, 29. јуна 1940. године је на Трећој конференцији КП Словеније постао кандидатат за члана Централног комитета КП Словеније. Недуго након изласка из логора, због поновног политичког рада међу рударма Трбовља, био је интерниран у Ивањицу, а у Трбовље се вратио тек након војног пуча и пада режима кнеза Павла, марта 1941. године.
Након окупације Југославије, 1941. године, активно је радио на организовању устанка у Трбољу, као руководилац Војног комитета. На дан напада Немачке на Совјетски Савез, 22. јуна 1941. године, жандарми су дошли да га ухапсе као од раније познатог комунисту, али је он успео да им побегне. Кад је 1. августа 1941. године била формирана Ревирска партизанска чета, Алојз је постао њен командир. Организовао је и предоводио прве акције чете, која је била састављена углавном од рудара. Октобра 1941. године, као искусан партијски радник Алојз је био повучен са дужности командира чете и постављен за секретара Окружног комитета КПС за Литију. Током зиме 1941/42. године извесно време је провео у окупираној Љубљани, ради реферисања Централном комитету КП Словеније, као и примању директива за даљи рад.
Марта 1942. године се вратио у околину Литије, где је деловао као секретар Окружног комитета КПС за Литију, а у међувремену је био кооптиран за члана Централног комитета КПС. Заједно са Серегејем Крајгером и једним куриром, пошао је увече 31. маја 1942. године на састанак. Пролазећи поред села Цветеж, поред Ваче, они су наишли на немачку заседу, која је на њих отворила ватру. Пошто су били изненађени, сва тројица партизана су потрчала свако на своју страну. Алојз је био тешко рањен, али пошто Крајгер и курир нису знали за то, они су наставили даље и успели су да се спасу. Иако рањен, он је још неко време трчао и потом пао. Покушао је да стезањем појаса заустави крварење, а успео је и да партијска документа, која је имао код себе, закопа у њиви. Потом је покушао да се сакрије у оближњој шуми. Када је чуо да су Немци за њим отпочели потрагу са дресираним псима трагачима, извршио је самоубиство, како им жив не би пао у руке.
Указом председника Федеративне Народне Републике Југославије Јосипа Броза Тита, 27. новембра 1953. године, проглашен је за народног хероја.
На месту његове погибије, на Цватежу у близини Ваче, постављено је спомен-обележје са натписом — На овом месту је 31. маја 1942. погинуо народни херој Лојзе Хохкраут организатор револуционарног радничког покрета у Засавју, члану КПЈ од 1925. године, члан Централног комитета КПС, организатор Ревирске чете и ослободилачке борбе у Засавју, секретар Окружног одбора КПС и Окружног одбора ОФ Литије.